# Odchudzanie

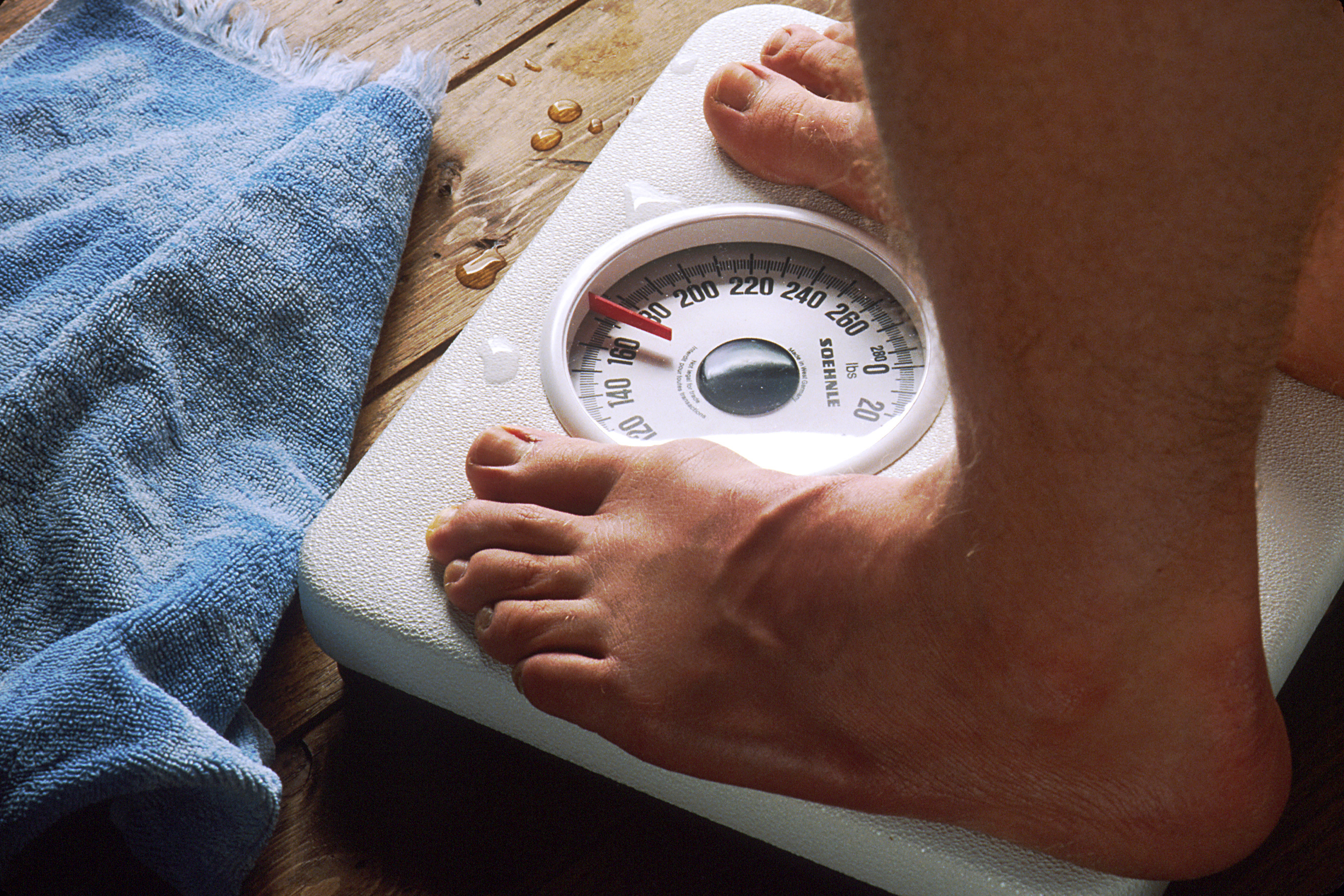
Mierzenie parametrów ciała jak pomiar obwodów, ważenie nie powinno być częstsze niż raz w tygodniu

Odchudzanie – proces polegający na redukcji zawartości tkanki tłuszczowej w ciele, do wartości optymalnej dla płci i wieku. Proces ten, w ujęciu biologicznym, zmierza do poprawy trawienia, redukcji poziomu tkanki tłuszczowej i zwiększenia zawartości tkanki mięśniowej, w wyniku zmiany nawyków stylu życia. W ujęciu psychologicznym osiągnięcie optymalnej wagi wywołuje zadowolenie, podwyższenie własnej samooceny, poczucie atrakcyjności oraz wzrost wiary we własne możliwości.
Częstym błędem amatorskiego odchudzania się, jest błędne przeświadczenie, że głównym celem odchudzania jest zmniejszenie całkowitej masy ciała, w skład której wchodzi tkanka mięśniowa, woda, kości oraz tkanka tłuszczowa, najczęściej prowadzi to do znacznej redukcji masy mięśniowej i ubytku wody, a tylko niewielkiej redukcji tkanki tłuszczowej. Wygląd osób odchudzających się w ten sposób nazywany jest skinny fat lub TOFI. Następstwem odchudzania skupionego na zmniejszeniu masy ciała, a nie umiejętnej redukcji tkanki tłuszczowej, przy jednoczesnym zachowaniu tkanki mięśniowej jest tzw. efekt odbicia i wzrost ryzyka chorób powiązanych.
Zdrowy styl życia jest skutecznym środkiem wczesnej profilaktyki zdrowotnej u osób z grupy ryzyka nadwagi i otyłości. Utrzymywanie prawidłowej masy ciała w znacznym stopniu zapobiega wystąpieniu wielu poważnych chorób, między innymi takich jak zmiany zwyrodnieniowe kręgosłupa, stawów biodrowych i kolanowych, nadciśnienie tętnicze, zator, zawał mięśnia sercowego, zawał mózgu, wylew krwi do mózgu, cukrzyca typu 2, choroby nerek, kamica żółciowa, marskość wątroby, liczne choroby nowotworowe.
Nadmierne skupienie na odchudzaniu jest zaburzeniem psychicznym, które może prowadzić do zaburzeń odżywiania, rozwoju szeregu chorób i większego ryzyka przedwczesnej śmierci. Dlatego w przypadku pojawienia się obsesji na punkcie odchudzania, redukcja masy ciała powinna odbywać się pod ścisłą kontrolą lekarską.

## Badania naukowe
U człowieka bez innych schorzeń, np. szeroko rozumianych genetycznych stanowiących do 5% przypadków otyłości w populacji, kluczem do utraty wagi jest spalanie większej ilości kalorii niż się konsumuje. Wynika to wprost z I prawa termodynamiki, czego dowiodły badania Wilbura Atwatera z końca lat 90. XIX wieku. Zapotrzebowanie energetyczne wynika z potrzeb zachowania ciepła, funkcji podstawowych i aktywności fizycznej. Teoretycznie dodatkowe 50–100 kcal dziennie ponad zapotrzebowanie dynamicznie zmieniającego się metabolizmu, przy prawidłowym wchłanianiu w określonych warunkach fizjologicznych np. insulinooporności, może powodować przybranie 1–3 kg tkanki tłuszczowej w ciągu roku.
Wprowadzenie trwałych zmian w stylu życia powinno obejmować takie produkty i zachowania z którymi osoba czuje się komfortowo i potrafi przyjąć je na dłuższą metę.
Powstało wiele publikacji prezentujących metody i strategie prowadzące do utraty wagi. Większość z nich dotyczy psychologii odchudzania, dietetyki oraz związanej ze spadkiem masy ciała aktywności fizycznej. Zdaniem naukowców zdrowa dieta o ujemnym bilansie kalorycznym u osób otyłych ma większy wpływ na utratę wagi niż zwiększona aktywność fizyczna.

### Zapotrzebowanie energetyczne
Statystycznie przyjmuje się, że dorosły mężczyzna, mieszkaniec kraju rozwiniętego, o przeciętnej budowie ciała, pracy siedzącej i niskiej aktywności fizycznej potrzebuje w szczytowym okresie (20 rok życia) ok. 2500 kcal dziennie, kobieta – ok. 2000 kcal. Większe potrzeby mężczyzn oraz kobiet wynikają m.in. ze średnio większego ciała, większej masy mięśniowej, większej aktywności fizycznej oraz obecności lub braku czynników stresowych. Wartości te nie różnią się bardzo od zapotrzebowania ludzi żyjących w innych kulturach czy na innym poziomie rozwoju cywilizacyjnego. Najdokładniejsze znane pomiary (wykonywane z pomocą wody podwójnie znakowanej, deuterem i trytem) wykazały zapotrzebowanie u:
- zbieracko-łowieckiego ludu Hadza z Tanzanii: mężczyźni 2650 kcal, kobiety 1880 kcal,
- Jakutów, rdzennego ludu Syberii: mężczyźni 3100 kcal, kobiety 2300 kcal,
- plemienia Ajmara, z andyjskiego płaskowyżu Altiplano: mężczyźni 2650 kcal, kobiety 2340 kcal.

### Otrzymywanie energii z pokarmu
Uproszczone przeliczniki spożytych 3 głównych składników odżywczych na otrzymywaną w ciele energię (białek: 4 kcal z grama, węglowodanów: 4 kcal z grama, tłuszczów: 9 kcal z grama) pochodzą z badań Atwatera z przełomu XIX i XX wieku. Nie uwzględnia on składu fizykalnego pożywienia, jego postaci, stopnia i rodzaju obróbki, a które to czynniki mają znaczący wpływ na przyswajanie energii przez organizm. Np. badania z 2012 roku o przyswajaniu energii z migdałów pokazały, że człowiek przyjmuje z nich 100% energii wynikających z przeliczników Atwatera jeśli spożyje je w postaci masła migdałowego. Jednak spożyte całe surowe, dostarczą o 1/3 energii mniej.
Podobny wpływ zauważono przy stosowaniu diety bogatej w błonnik (produkty pełnoziarniste i ok. 30 g błonnika) w porównaniu do diety ubogiej w błonnik (ok. 15 gramów błonnika). Ta pierwsze powodowała zysk netto ok. 100 kcal dziennie.

### Wydatkowanie energii
Badania wykazują, że aktywność fizyczna odpowiada za jedynie ok. 1/3 całkowitego popytu energii organizmu człowieka. Pozostała część wynika z podstawowej przemiany materii, tj. energii potrzebnej do funkcjonowania ciała w spoczynku. Co więcej, organami zużywającymi w ciele najwięcej energii są mózg, serce i nerki. Znaczenie ma też wiek, gdyż z wraz z nim maleje zapotrzebowanie na energię. Bardzo często u osób starszych obserwowany jest niedobór białka w diecie, którego spożycie nie powinno być mniejszy niż 15–20% zapotrzebowania kalorycznego organizmu. Wyższy udział białka w diecie zmniejsza odkładanie tkanki tłuszczowej. Badania pokazują, że zapotrzebowanie na energię może różnić się nawet o 500 kcal między osobami tej samej płci i podobnym wieku.

### Odczuwanie głodu
Badania naukowe wskazują na znaczącą rolę poczucia głodu i pokus jedzenia. Mózg koordynując nadchodzące sygnały wewnętrzne i zewnętrzne generuje sygnał głodu. Kluczem do skutecznego utrzymywania wagi ciała jest zapobieganie powstawania głodu i pokus. Badania wykazują, że znaczenie ma tu indeks glikemiczny spożywanych posiłków. Im mniejszy był IG spożywanego śniadania, tym mniej kalorii badany spożywał dalej w ciągu dnia, przy czym różnice mogłyby być nawet dwukrotne (np. spożycie 400 kcal w śniadaniu o niskim IG skutkowało przyjęciem dalszych 760 kcal w ciągu dnia; spożycie takiej samej liczby kalorii w śniadaniu o wysokim IG skutkowało spożyciem dalszych 1385 kcal w ciągu dnia). To samo badanie pokazało, że ośrodek nagrody badanych stopniowo coraz silniej reagował na widok spożywanej przez nich zdrową żywność (np. grilowany kurczak, pieczywo pełnoziarniste, płatki bogate w błonnik) a coraz słabiej na widok żywności wysokoprzetworzonej (frytki, kurczak smażony, słodycze).

### Dieta
Diety odchudzające, na dłuższą metę przynoszą podobne efekty utraty wagi, pod warunkiem, ze spożywa się mniej kalorii. Nie ma znaczenia, czy deficyt pochodzi z węglowodanów, czy tłuszczu. Istotne jest, aby stosowana dieta była możliwa do jej utrzymania docelowo na cale życie.
Według naukowców spożywanie cukru i syropu fruktozowego zwiększa ryzyko rozwoju otyłości oraz cukrzycy typu 2, chorób serca i innych chorób. Ryzyko otyłości jest podwyższone także u osób często spożywających inne przetworzone węglowodany, takie jak np. białe pieczywo, makaron lub fast-foody. Wiele badań naukowych wskazuje na większą skuteczność diety niskowęglowodanowej w odchudzaniu w porównaniu do diety niskotłuszczowej. Dieta odchudzającą ograniczająca spożycie pokarmów bogatych w węglowodany pomaga zrzucić nawet trzykrotnie więcej kilogramów niż dieta ograniczająca tłuszcze i może prowadzić do poprawy innych parametrów stanu zdrowia, takich jak zawartość trójglicerydów i glukozy we krwi oraz wrażliwość insulinowa.
Spożywanie niewielkich ilości średniołańcuchowych kwasów tłuszczowych (np. przez zastąpienie stosowanych tłuszczów do smażenia olejem kokosowym) oraz kapsaicyny zawartej w chilli może prowadzić do zwiększenie tempa metabolizmu oraz redukcji apetytu. Badania sugerują, że zastąpienie węglowodanów białkiem, takim jak np. jajka na śniadanie zmniejsza apetyt przez kolejne 36 godzin.
Kolejnym istotnym czynnikiem mającym wpływ na regulację masy ciała jest ilość spożywanego błonnika pokarmowego.

### Napoje
Naukowcy zaobserwowali, że badani, którzy wypijali 0,5 litra wody około pół godziny przed posiłkiem schudli około 44% więcej niż osoby, które nie praktykowały tego nawyku. Zwiększenie spożycia wody może przyspieszyć metabolizm organizmu o 24–30% przez 1–1,5 godziny. Kawa (bez cukru) jako źródło kofeiny może przyspieszyć spoczynkowe tempo metabolizmu o 3–11% oraz zwiększyć tempo spalania tłuszczu o 10–29%. Zielona herbata ze względu na dużą zawartość katechin jest zalecanym napojem podczas diety redukcyjnej.

### Flora bakteryjna jelit
Zróżnicowanie flory bakteryjnej jelit i występowanie w niej pewnych grup bakterii jest silnie skorelowane z wagą ciała. Osoby szczupłe mają znacznie bardziej zróżnicowaną florę bakteryjną niż osoby otyłe, u których obserwuje się kilka dominujących gatunków. Badania laboratoryjne wykazały, że myszy którym przekazano bakterie jelitowe osoby otyłej były grubsze, niż spożywające identyczną dietę myszy, które zainfekowano bardziej zróżnicowaną florą bakteryjną osoby szczupłej. Zmniejszona różnorodność flory jelitowej jest związana m.in. ze stosowaniem antybiotyków, przesadnie higienicznym trybem życia i spożywaniem wysoko przetworzonej żywności. Badania wskazują, że uboga flora bakteryjna zwiększa ryzyko rozwoju otyłości oraz cukrzycy, do których predyspozycje mogą pojawiać się już okresie niemowlęcym (u dzieci nie karmionym piersią oraz urodzonych poprzez cesarskie cięcie). Zdaniem naukowców modyfikowanie flory bakteryjnej jelit może być ważną metodą leczenia otyłości. Jednym z głównych czynników kształtujących mikroflorę jelitową jest dieta, jednak równie ważnym aspektem jest zdrowy, regularny sen.

### Aspekty psychologiczne
Ponieważ sygnał o sytości dociera do mózgu z opóźnieniem naukowcy zalecają spożywanie posiłków powoli w spokoju i stosowanie przerw pomiędzy kolejnymi daniami lub porcjami. Stres i negatywne emocje mogą być jedną z przyczyn nadmiernego objadania się. Także niedostateczna ilość snu może być powiązana z przybieraniem na wadze.

#### Otoczenie
Kolor i rozmiar talerza mają wpływ na ilość zjadanego pokarmu. Im większy talerz, tym mniejsza wydaje się zaserwowana porcja, co w efekcie prowadzi do spożywania większych porcji. Podobny efekt obserwuje się w przypadku szklanek – badania wykazują tendencję do wypijania mniejszych ilości, jeżeli płyn jest zaserwowany w wysokiej, ale wąskiej szklance. Także kontrast pomiędzy kolorem dania a kolorem talerza oraz nakrycia mają wpływ na ilość nakładanego i spożywanego jedzenia. Seria badań naukowych wykazała, że osoby korzystające z talerzy w podobnym kolorze do potrawy nakładali na nie około 30% więcej, w porównaniu do badanych korzystających z talerzy w kolorze kontrastującym z potrawą. Naukowcy sugerują, że korzystanie z niebieskich talerzy jest dobrą strategią nieświadomego zmniejszenia spożywanych porcji. Sam fakt nakładania niewielkich porcji na talerz, zamiast jedzenia prosto z opakowania, zdaniem psychologów również ma wpływ na zmniejszenie ilości spożytego jedzenia. Natomiast usunięcie niezdrowych przekąsek z pola widzenia, może zapobiec ich podjadaniu, zwłaszcza gdy pod ręką znajdują się zdrowe przekąski. Spożywanie posiłków w spokojnym, niehałaśliwym otoczeniu, przy niejaskrawym świetle ma wpływ na redukcję apetytu.